# Norbert Thiel
Norbert Thiel (* 21. Juli 1936 in Meiningen; † 2. Juli 2011 in Leipzig) war ein deutscher Balletttänzer.

## Leben
Norbert Thiel war der Sohn eines Kraftfahrers und einer Angestellten. Seine Tanzkarriere begann in einem Kinderballett. Von 1953 bis 1956 war er Mitglied des Gesangs- und Tanzensembles des FDGB. 1954 legte er seine staatliche Tänzerprüfung ab und war 1956/57 und 1958/59 am Nationaltheater Weimar sowie 1957/58 am Landestheater Halle als Solotänzer engagiert.
Ab 1959 bis zu seinem Karriereende gehörte er zum Ballettensemble des Opernhauses Leipzig, das seine künstlerische Heimat wurde. Er war mit der Choreografin Emmy Köhler-Richter aus Weimar nach Leipzig gekommen, die ihm mit ihren modernen Choreografien zu Spitzenleistungen verhalf. Er tanzte den Prinzen in den Klassikern Dornröschen, Schwanensee und Aschenbrödel, war Romeo und Spartakus. Die Köhler-Richter schrieb für ihn eine Choreografie zu Ravels Boléro. Ein besonderer Höhepunkt war Abraxas von Werner Egk (1901–1983). Dietmar Seyffert als Nachfolger von Emmy Köhler-Richter entdeckte auch die Komischen Seiten an Thiel, wie zum Beispiel als Alte in Die schlecht behütete Tochter.

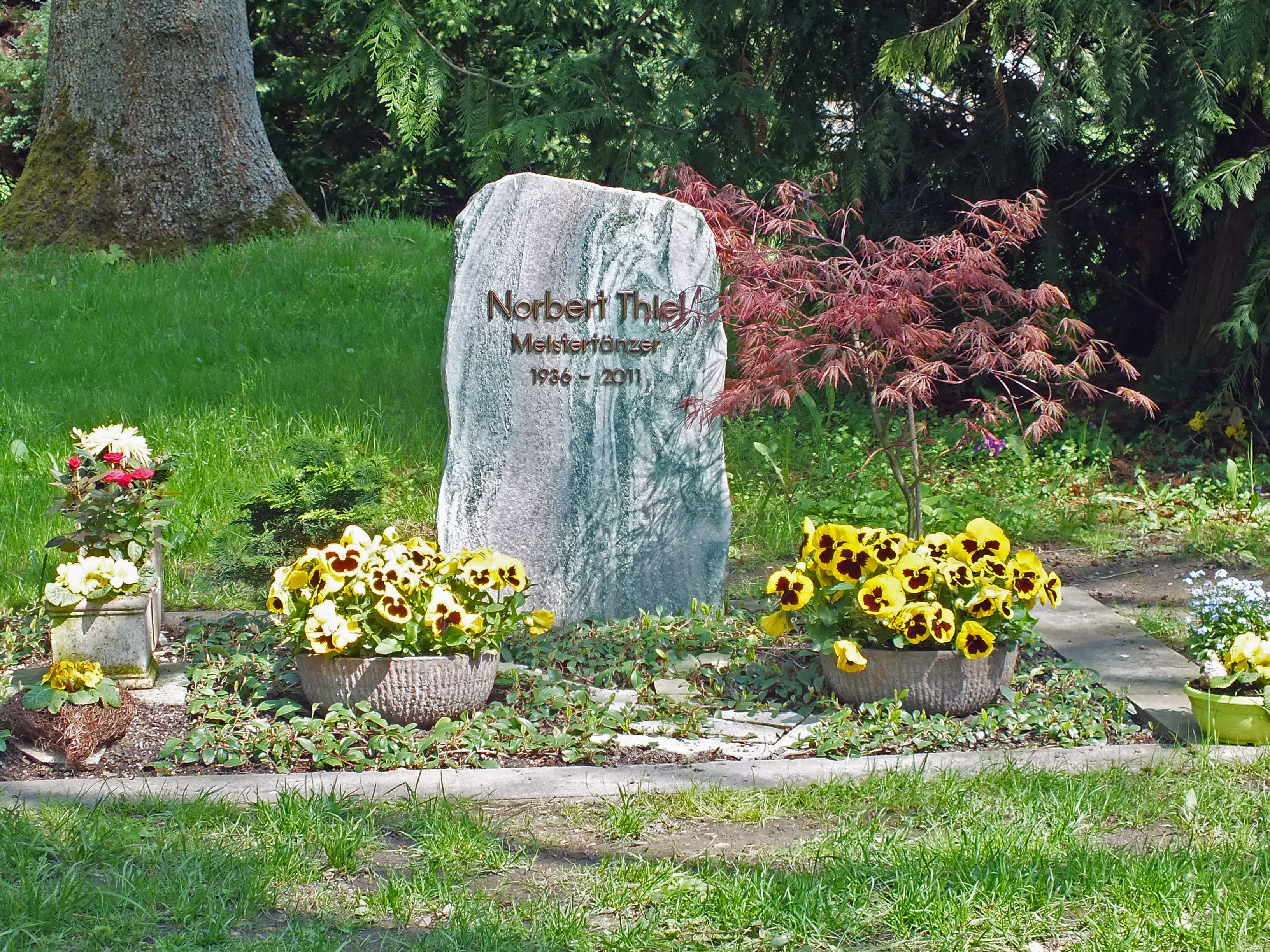
Sein Grab auf dem Leipziger Südfriedhof (2013)

Norbert Thiel liebte aber auch den Showtanz. Mit Marina Otto (* 1947) und Gisela Wehle (1940–2001) tanzte er nach modernen Rhythmen in zahlreichen Sendungen des DDR-Fernsehens.
Ab 1969 war Thiel Meistertänzer des Leipziger Ensembles und ab 1978 Lehrbeauftragter an der Fachschule für Tanz/Ballettschule der Oper Leipzig (Lehrfach: Pas de deux).
Thiels Lebensgefährte war der Ballettmeister und Ballettpädagoge Siegfried Wende (1937–2017).

## Auszeichnungen
- 1967 Kunstpreis der Stadt Leipzig
- 1991 Ehrenmitglied der Oper Leipzig